# Ralytupa danielae
Ralytupa danielae är en tvåvingeart som först beskrevs av Loïc Matile 1973.  Ralytupa danielae ingår i släktet Ralytupa och familjen platthornsmyggor. Inga underarter finns listade i Catalogue of Life.